# Бурсук (Флорештский район)
Бурсук (рум. Bursuc) — село в Флорештском районе Молдавии. Наряду с селом Жапка входит в состав коммуны Жапка.

## География
Село расположено на высоте 32 метра над уровнем моря.

## Население
По данным переписи населения 2004 года, в селе Бурсук проживает 476 человек (232 мужчины, 244 женщины).
Этнический состав села:
| Национальность | Число жителей | Процентный состав |
| -------------- | ------------- | ----------------- |
| молдаване      | 473           | 99,37             |
| украинцы       | 1             | 0,21              |
| гагаузы        | 1             | 0,21              |
| прочие         | 1             | 0,21              |
| Всего          | 476           | 100 %             |

## Известные уроженцы
- Николай Вылку (Nicolae Vîlcu) — молдавский генерал, начальник таможенной службы Молдавии в 2002—2006 гг.